# Apomecyna latefasciata
Apomecyna latefasciata là một loài bọ cánh cứng trong họ Cerambycidae.